# Municipio de Clear Creek (condado de Stafford)
El municipio de Clear Creek (en inglés: Clear Creek Township) es un municipio ubicado en el condado de Stafford en el estado estadounidense de Kansas. En el año 2010 tenía una población de 32 habitantes y una densidad poblacional de 0,34 personas por km².

## Geografía
El municipio de Clear Creek se encuentra ubicado en las coordenadas 37°52′8″N 98°58′3″O / 37.86889, -98.96750. Según la Oficina del Censo de los Estados Unidos, el municipio tiene una superficie total de 93.56 km², de la cual 93,56 km² corresponden a tierra firme y (0 %) 0 km² es agua.

## Demografía
Según el censo de 2010, había 32 personas residiendo en el municipio de Clear Creek. La densidad de población era de 0,34 hab./km². De los 32 habitantes, el municipio de Clear Creek estaba compuesto por el 100 % blancos. Del total de la población el 0 % eran hispanos o latinos de cualquier raza.